# کیلیان زول
کیلیان کریستوفر زول (زاده ۲۰ سپتامبر ۱۸۱۸ – درگذشته ۹ نوامبر ۱۸۶۰) نقاش، گرافیست و تصویرگر سوئدی به سبک مدرسه دوسلدورف بود. او آثاری در ژانر هنر، مناظر، محراب‌ها و پرتره‌ها خلق کرد.

## نقاشی‌های برگزیده

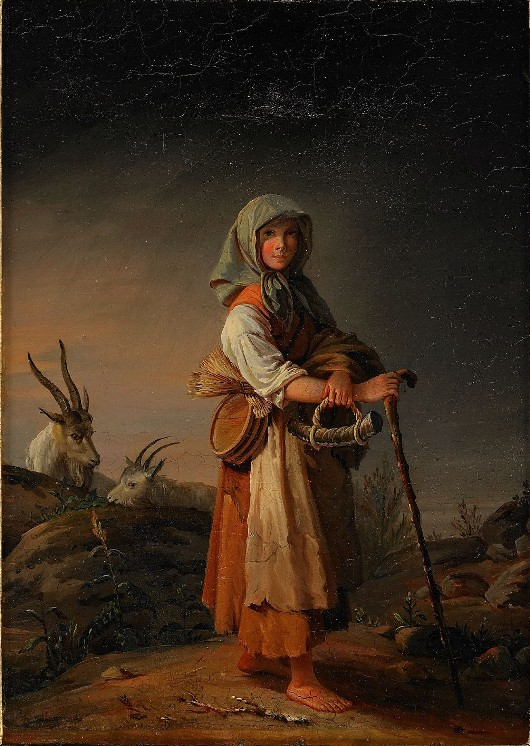
دختر رعیت (۱۸۵۰)
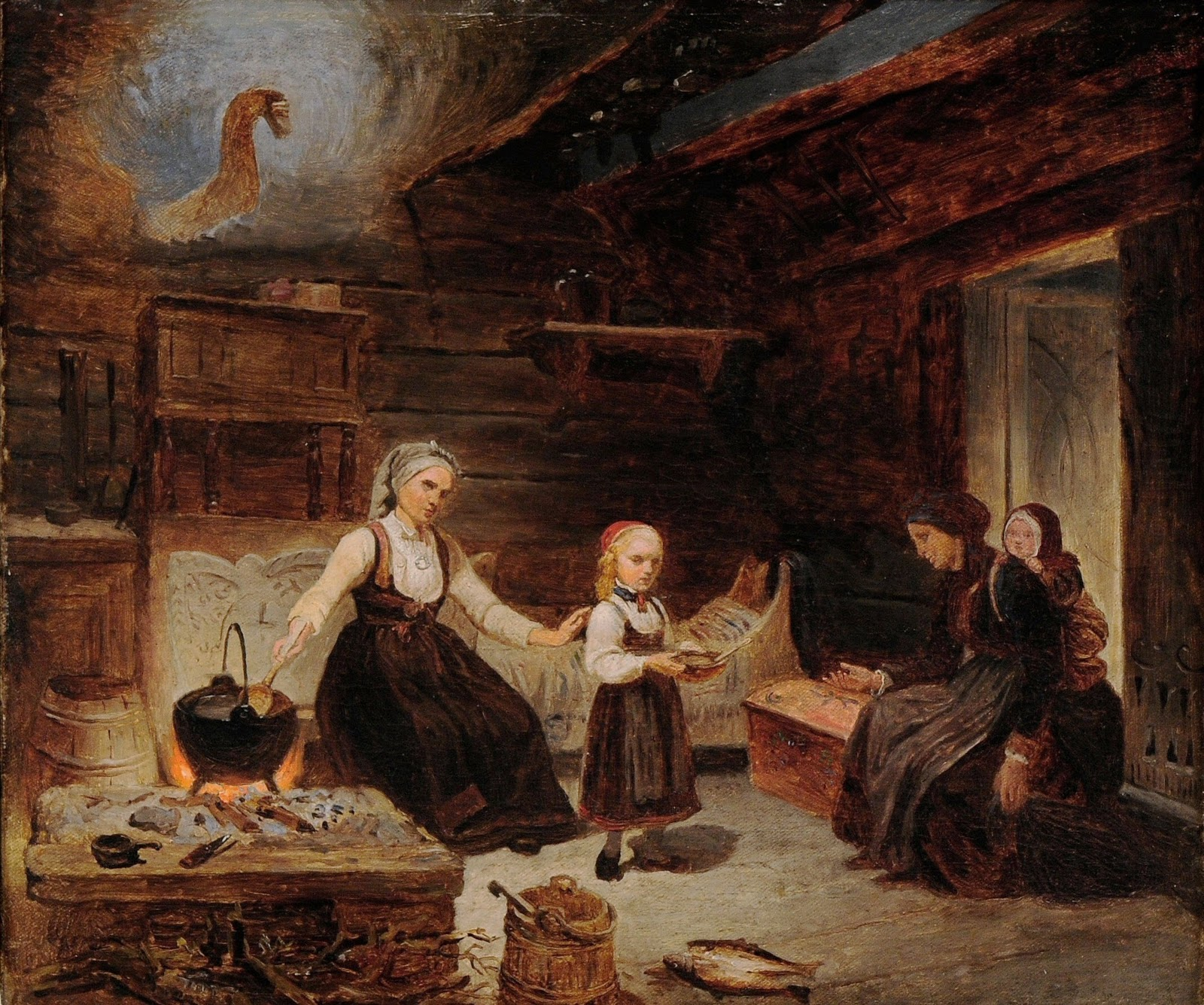
به همراه زن و فرزند (۱۸۶۰)
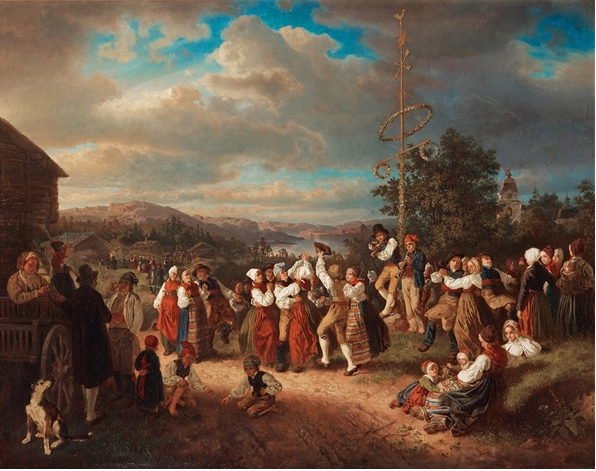
رقص نیمه تابستان در رتویک (۱۸۵۲)
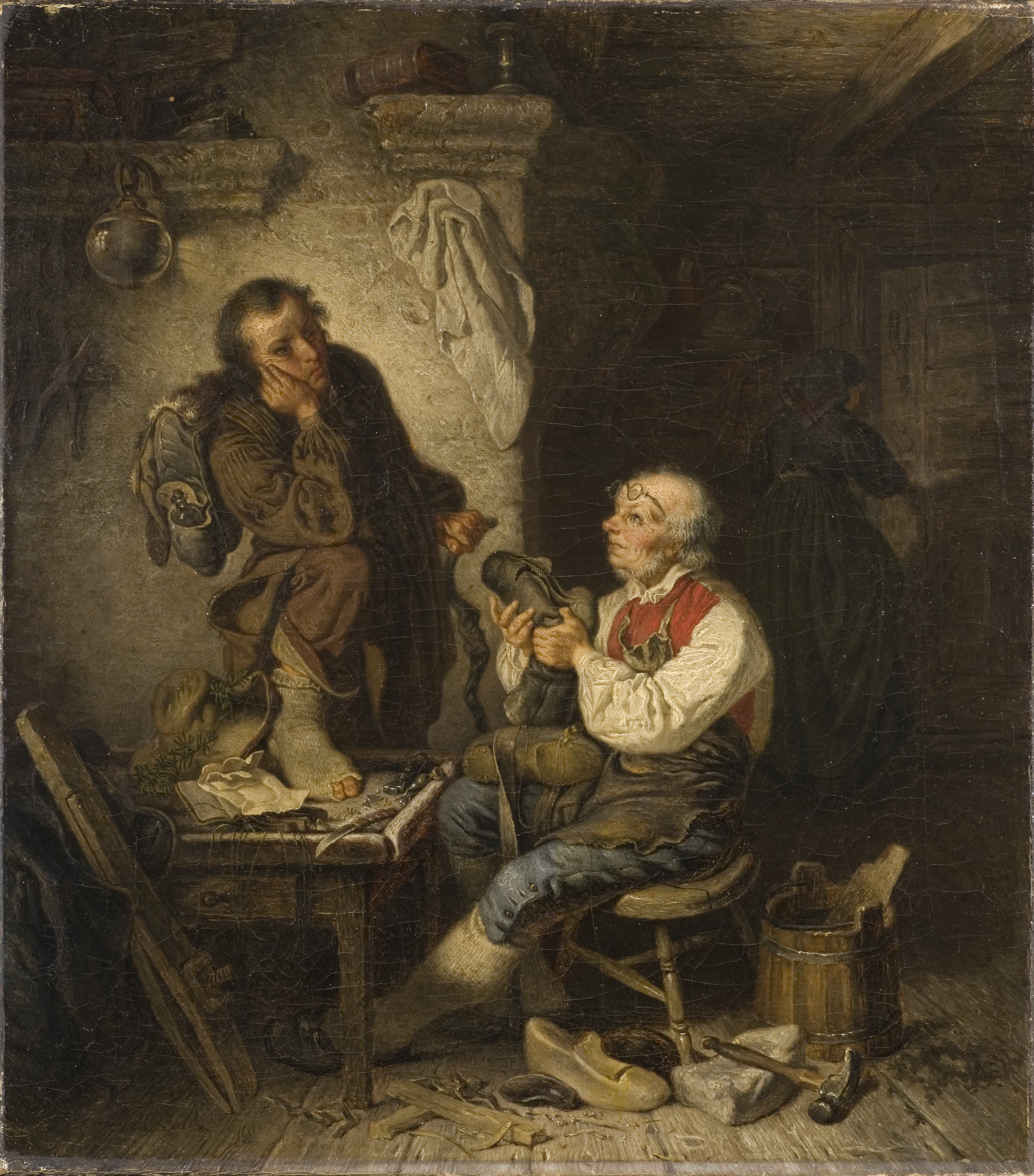
یک مسافر (تاریخ نامشخص)